# Arno Bieberstein
Arno Bieberstein (né le 17 octobre 1886 à Magdebourg en province de Saxe - 4 octobre 1918 dans cette même ville) est un nageur allemand qui a remporté une médaille d'or olympique sur 100 mètres dos à l'occasion des Jeux olympiques de 1908 à Londres en Grande-Bretagne.

## Biographie
En 1908, il remporta une médaille d'or olympique sur 100 mètres dos après avoir remporté les trois courses auxquelles il a pris part. Lors de la finale, il fit un temps de 1:24.6m, ce qui lui suffit pour remporter la première place.

## Résultats

### Jeux olympiques
- 1908
  - 1er 100 mètres dos